# Азартні ігри в Гібралтарі
Азартні ігри в Гібралтарі — сфера економіки Гібралтару, що є легальною й контролюється державою, входить до економіки Великої Британії і регулюється Законом про азартні ігри Великої Британії 2005 року. Орган регулювання — Асоціація азартних ігор та ставок Гібралтару.

## Опис
Гібралтар має вигідну податкову систему, хороший зв'язок з інтернетом і добре розвинену систему регулювання. 1998 року в Гібралтарі було створено компанію BetVictor, її власником був Віктор Чандлер, після цього британські власники ліцензій почали переносити свій бізнес до Гібралтару, щоб сплачувати менше податків. З того часу, Гібралтар став одним із головних центрів онлайнових азартних ігор, поряд із Мальтою.
Усі азартні ігри в Гібралтарі потребують ліцензування відповідно до Закону про азартні ігри від 2005 року. Ліцензії на онлайнові азартні ігри, у тому числі на телефонні та інтернет-ставки, видаються Органом ліцензування. Уповноважений з азартних ігор, призначений відповідно до положень Закону, має повноваження слідкувати дотримання ліцензіатами законів під час ведення своєї діяльності.
2020 року Підрозділ азартних ігор Гібралтару (GGD) виявив слабкі місця в законодавстві, які дозволяли гральним операторам використовувати крадені гроші. У відповідь на це оператори колективно погодилися виплатити 2,5 млн фунтів штрафу. Регулятор провів щорічний огляд процедур протидії відмиванню грошей. В одному з випадків оператори використовували отримані клієнтом незаконним шляхом гроші. Клієнт, обґрунтовуючи джерело коштів, надавав недостовірну інформацію.